# Habacuc y el ángel
Habacuc y el ángel es una obra escultórica realizada por Gian Lorenzo Bernini entre 1656 y 1661. Puesta en un nicho de la Capilla Chigi, en el interior de la Basílica de Santa María del Popolo en Roma, muestra al profeta Habacuc con el ángel de Dios. Para dicha capilla, Bernini no ideó tan solo esta estatua, sino también la de Daniel y el león, diagonalmente opuesta a la misma.

## Historia
Gian Lorenzo Bernini comenzó a trabajar en la capilla en el 1652 para Fabio Chigi, cardinal presbítero de la basílica. Su patrocinador fue nombrado papa y tomó el nombre de Alejandro VII en 1655, dando un notable impulso a la restauración de la capilla funeraria. Hasta entonces, los dos nichos a los lados del altar estaban todavía vacíos, mientras los otros dos, a la derecha e izquierda de la entrada estaban ocupados por las estatuas del Lorenzetto, esculpidas sobre dibujos de Rafael: Giona saliendo de la ballena y Elia.
Un dibujo conservado en el taller de Bernini muestra que el arquitecto había proyectado inicialmente trasladar las dos estatuas ya presentes a los nichos vacíos al lado del altar, pero a continuación decidió hacerlo de otra manera. De hecho, realizó las dos estatuas representando a los profetas Daniel y Habacuc, colocándolas una diagonalmente opuesta a la otra. Bernini creó una relación espacial que reavivó la capilla entera, transformando sus formas clásicas en un nuevo uso religioso.
La estatua de Habacuc fue puesta en el nicho derecho del altar en noviembre de 1661, pero Bernini estuvo trabajando en ella desde octubre del 1656.
Un modelo de terracota de la estatua es todavía observable en los Museos vaticanos. Desde que se limpió de nuevo en los años 80 ha sido atribuido al mismo Bernini, pero Dickerson and Sigel han considerado que quizás fue realizado por un asistente suyo, quizás Ercole Ferrata, que se encontraba con Bernini mientras el artista estaba trabajando en el Habacuc.

## Descripción

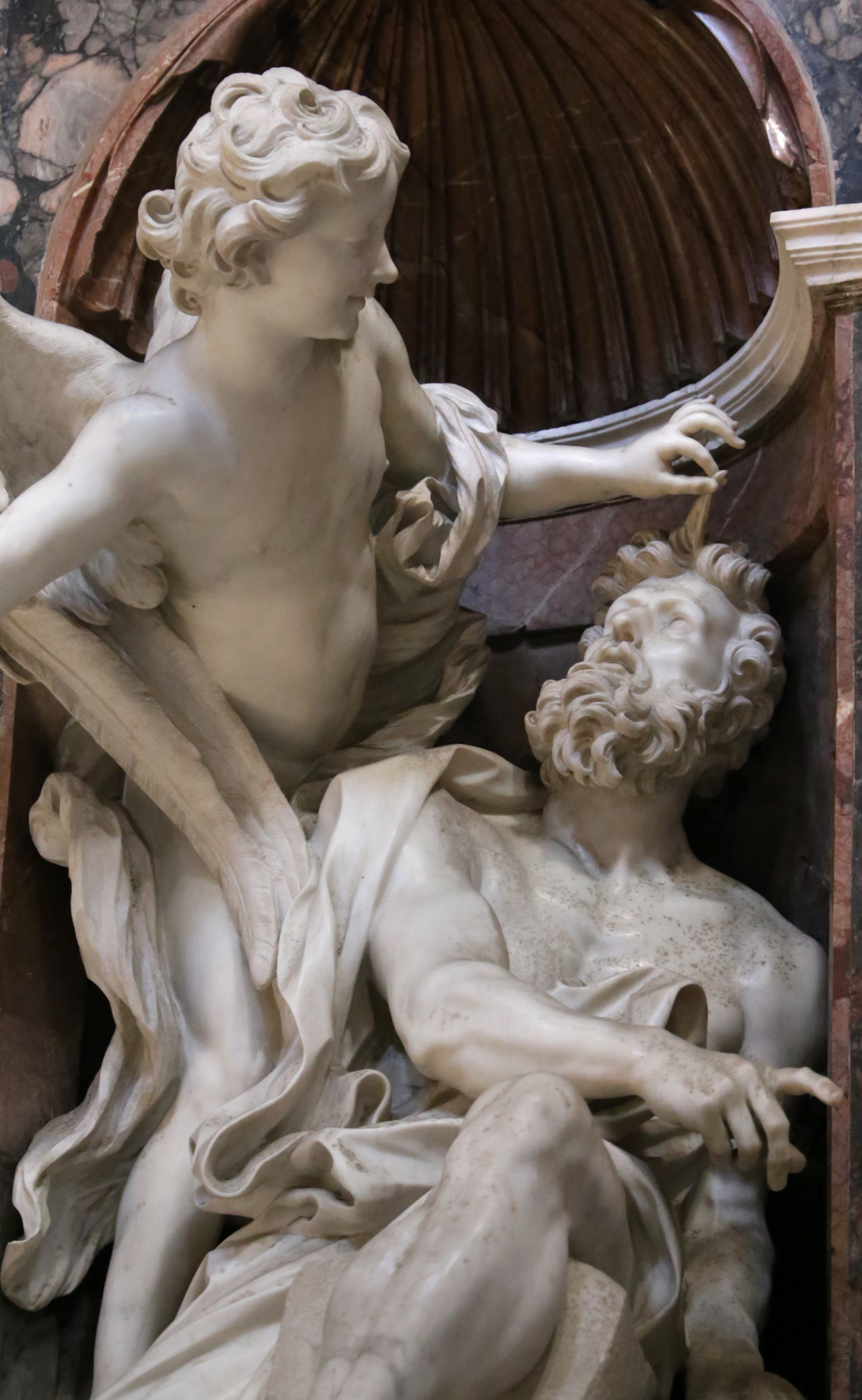
Detalle de la obra.

A pesar del estrecho nicho, Bernini logró elaborar una composición animada y dramática. Habacuc se sienta sobre una roca con la cesta de la comida a un lado, apuntando el dedo hacia la dirección hacia la cual se quiere dirigir, mientras un precioso ángel de aspecto juvenil se proyecta fuera del nicho, levantando la cabeza de Habacuc por los cabellos e indicando en la dirección de Daniel, que está situado en el lado opuesto de la capilla. El profeta está representado como un hombre anciano y barbudo, pero que se muestra todavía vigoroso.

Bernini retomó la historia del Libro de Daniele, donde se narra cómo Dios salvó a Daniel del hambre a través la aparición milagrosa del profeta Habacuc en el foso de los leones (Daniel 14,33-36)
 "33 Estaba en Judea el profeta Habacuc. Este había hecho cocer una sopa y partido el pan en un plato y estaba yendo hacia la finca para llevarlo a los segadores. 34 El ángel del Señor dijo a Habacuc: 

Lleva esta comida a Babilonia a Daniel en el foso de los leones!. 35 Habacuc observó: Señor, yo no he visto nunca Babilonia y no conozco el foso. 36 Entonces el ángel del Señor, cogiéndole la cabeza y levantándolo por los cabellos, lo llevó a Babilonia sobre el foso con el soplo de su espíritu.

Agradecido, Daniel comió cuánto Abacuc le había llevado, mientras este último fue devuelto donde se encontraba antes por el ángel. Esta historia forma parte de los añadidos griegos al Libro de Daniel, que comprenden también el capítulo 14 de la Vulgata. Iconográficamente la estatua de Habacuc tiene su contraparte, en la capilla, en la estatua del profeta Elías, dibujada por Rafael y que también representa a un profeta, Elías precisamente, salvado por el hambre por obra de un ángel de Dios.
Otra razón por la cual Bernini eligió dar vida propia a este episodio se encuentra probablemente en el hecho de que la biblioteca Chigi contenía la única Septuaginta nota del Libro de Daniel, de la cual ha sido recogido el tema para la obra, el Codex Chisianus 45. Coincidencia curiosa ha sido que dos guías de la basílica, la de Alberici (1600) y la de Landucci (1646), ambas precedentes pues a la intervención de Bernini, identificaban las dos estatuas presentes en la capilla, las del Lorenzetto, como Giona y Habacuc,  y no como Giona y Elías. El error podría derivar de una indicación que proponía una estatua de Habacuc como parte del programa iconográfico proyectado precedentemente para la capilla.

1. 
2. 
3. 
4. 